# Andrés Suárez
Andrés Suárez Otero (Ferrol, 16 de abril de 1983) es un cantautor español.

## Biografía
A los veinte años montó su primer grupo en su ciudad natal, Ferrol (Galicia, España). A partir de aquel momento, pasó por distintos grupos de pop y rock hasta viajar a Santiago de Compostela. Allí se hizo cantautor, actuó por los locales de la zona vieja y grabó su primer disco, De ida, con una distribución de casi tres mil copias y que le llevó de gira por todo el país. 
En el año 2006 ganó el Certamen de Jóvenes Cantautores Burgos, el primer premio a la mejor letra en el certamen Cantautores Elche y, también a la mejor letra, en el Certamen Descubre la Región de Murcia de Madrid. Además, logró el segundo premio en el Certamen Marcilla Trovadora de Navarra, y el tercer premio en el Certamen Alameda de Málaga.
Se marchó a vivir a la capital de España y de la Comunidad de Madrid, Madrid ese mismo año y, en el Café Libertad 8, conoció a Tontxu, famoso cantautor español. Este decidió estrenarse como productor musical con el nuevo disco de Andrés, Maneras de romper una ola, que le llevó un par de años. Finalmente salió en el año 2008. Con este trabajo consiguió vender, sin apenas promoción, casi cinco mil copias, además de recorrer buena parte de las salas de conciertos de toda España dando conciertos y recitales. Tuvo la oportunidad de realizar un concierto en Cuba junto al dúo de pop rock Buena Fe, además compuso un tema junto al vocalista de dicho dúo (Israel Rojas) llamado "Volar sin ti". 
El 4 de octubre de 2011 comenzó la promoción de su tercer disco, Cuando vuelva la marea, cuyo primer sencillo se titula "Lo malo está en el aire" y en el cual canta la canción "Perdón por los bailes" con una de sus grandes influencias Pablo Milanés.
El domingo 30 de septiembre de 2012 anunció que dejaba los escenarios por un tiempo, y ofrecería conciertos hasta el final de ese mismo año, retirándose momentáneamente en enero de 2013.
Colaboró con el dúo cubano Buena Fe en el tema Volar sin ti de su disco Dial (2013).
El 16 de abril de 2013 se publicó el álbum en directo, llamado Moraima el cual hace referencia a un nombre de mujer, el mismo Suárez afirmó que la música es mujer.
El 2 de junio de 2015 se puso a la venta su álbum Mi pequeña historia, alegando que se había quedado vacío en cuanto a sus sentimientos, ya que habían sido publicados en este disco. 
El 26 de mayo de 2017 publicó su séptimo álbum llamado Desde una ventana. Según Suárez, el disco refleja la energía viva de compartir momentos auténticos con la banda y la conexión con la naturaleza y las emociones.
El 32 de octubre de 2017 publicó su primer libro titulado Más allá de mis canciones.
El 31 de agosto de 2018 publicó mediante distribución digital, una versión de su canción Tal vez te acuerdes de mí (incluida en Desde una ventana) junto con Nina.
El 19 de junio de 2020 publicó el álbum Andrés Suárez, que debido a la crisis sanitaria del Covid se aplazó su lanzamiento a esta fecha. Define este álbum como el primer disco homónimo porque fue el más personal y el que más le costó escribir.
El 11 de marzo de 2021 publicó su segundo libro llamado A través de los ojos. Es un libro de relatos que desgrana el lado más íntimo y poético de Andrés Suárez. Suárez describe que “este es un libro con banda sonora”.
El 24 de febrero de 2023 se puso a la venta su último álbum Viaje de vida y vuelta. Según Andrés Suárez, en este álbum nos brinda una profunda inmersión en su visión más humorística, amorosa, juguetona y optimista que jamás haya compartido.

## Influencias
Andrés Suárez ha confesado en numerosas ocasiones su admiración hacia los artistas Damien Rice y Glen Hansard del cual afirma: "¡Es Dios! Descubrí su historia por casualidad; un músico que tocaba en la calle, que lo dejó todo por la música y que hoy tiene un Oscar". Le gusta decir que tiene una "artesanal" manera de concebir la profesión. Y que se considera una mezcla de mar ("la ventana de mi infancia", dice), y de música, "sin límites tangibles entre ambas".

## Discografía
- 2002 - De ida
- 2007 - Maneras de romper una ola
- 2010 - Piedras y charcos
- 2011 - Cuando vuelva la marea
- 2012 - Canciones que nunca debí componer
- 2013 - Moraima
- 2015 - Mi pequeña historia
- 2016 - Rincones Mi Pequeña Historia (Directo Acústico)
- 2017 - Desde una ventana
- 2019 -  Sesiones Moraima
- 2020 - Andrés Suárez
- 2023 -  Viaje de vida y vuelta